# 65daysofstatic
65daysofstatic är ett band som spelar instrumentell rock/postrock från Sheffield i England.
Bandets musik har beskrivits som bullriga, elektroniska, gitarrdrivna instrumental-låtar blandade med live-trummor och off-beat samplade trummor som liknar dom från IDM-artister, även om de har fortsatt att utveckla sin musik genom att integrera elektronisk musik, drum and bass och glitch musik. De har beskrivits som "ett ljudspår till en ny dimension, där rock, dans och elektronik är lika."

## Medlemmar
Nuvarande medlemmar
- Joe Shrewsbury (JoFro) – gitarr (2001–)
- Paul Wolinski – gitarr, keyboard (2001–)
- Rob Jones – trummor (2003–)
- Simon Wright – basgitarr (2004–)

Tidigare medlemmar
- Iain Armstrong – basgitarr (2001–2003)
- Gareth Hughes – basgitarr (2003–2004)
- Graham Clarke (Feedle) – div. instrument (2003)

Bilder

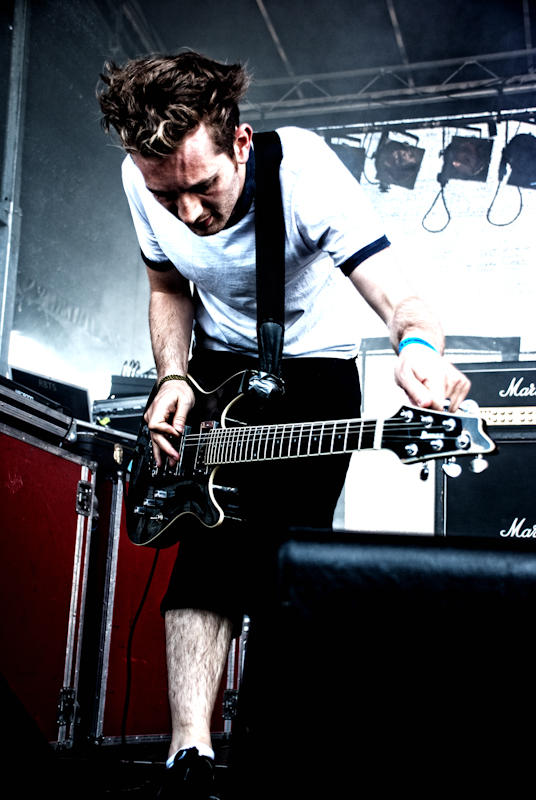
65daysofstatic på Slottsfjell festivalen 2009
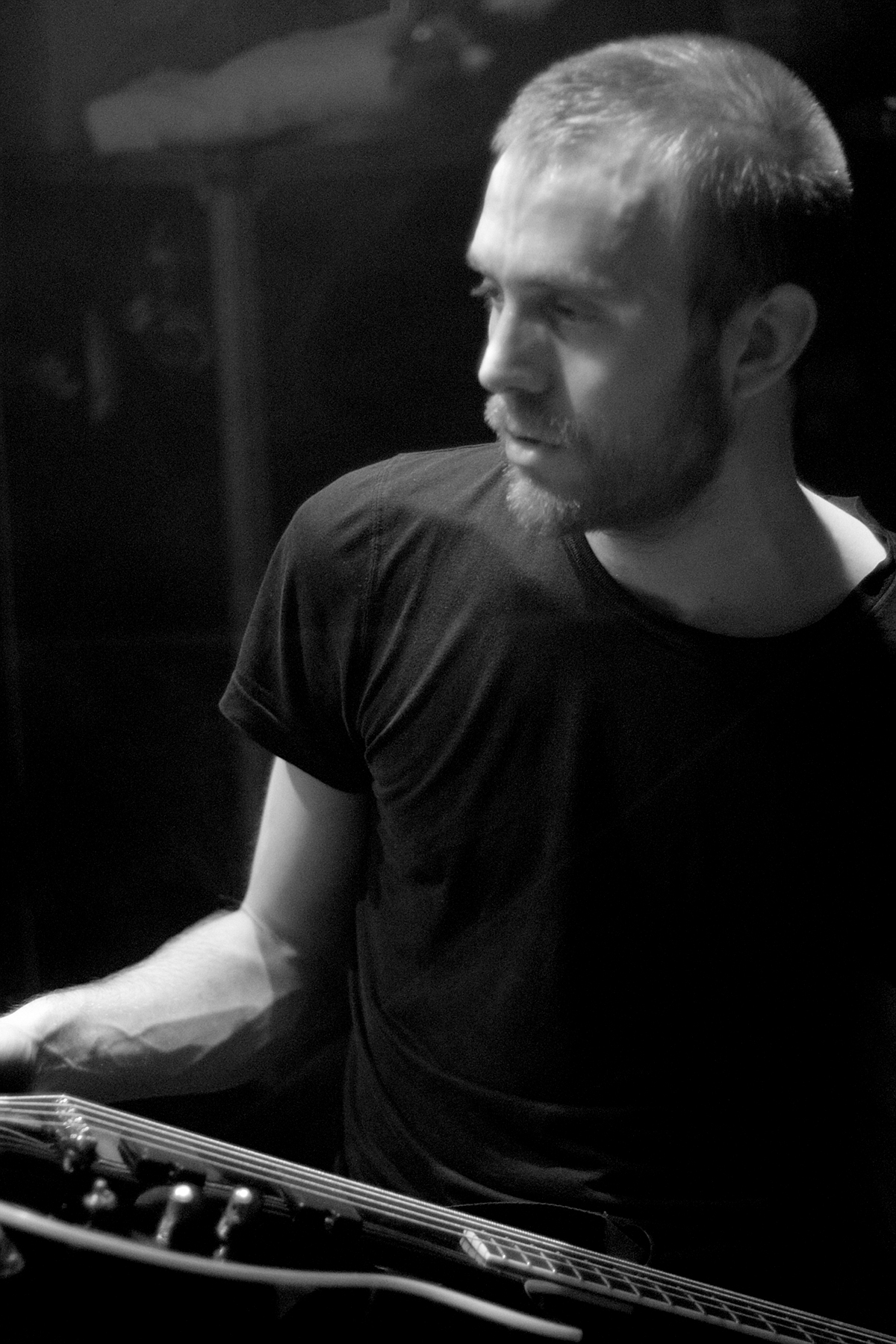
Simon Wright
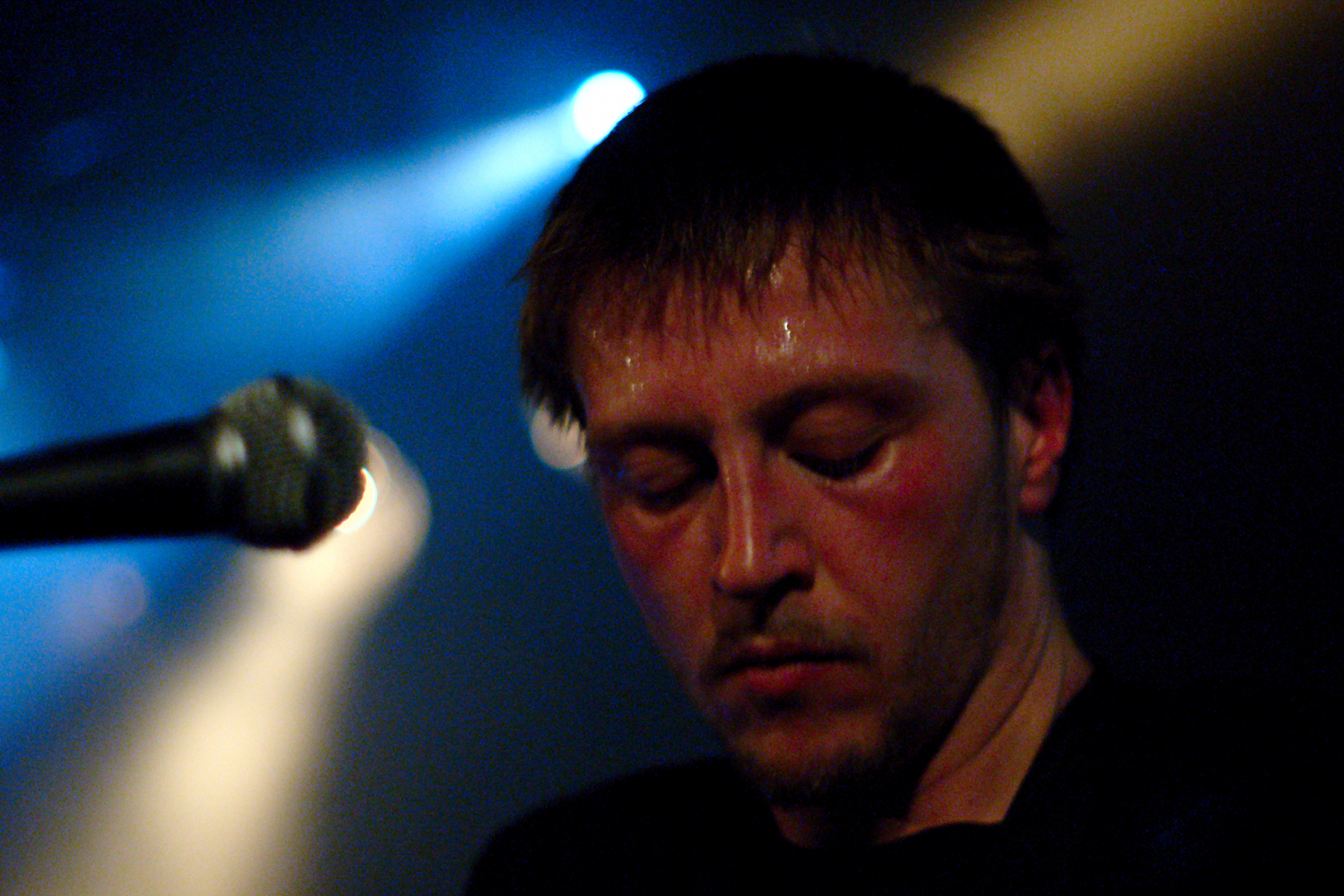
Joe Shrewsbury
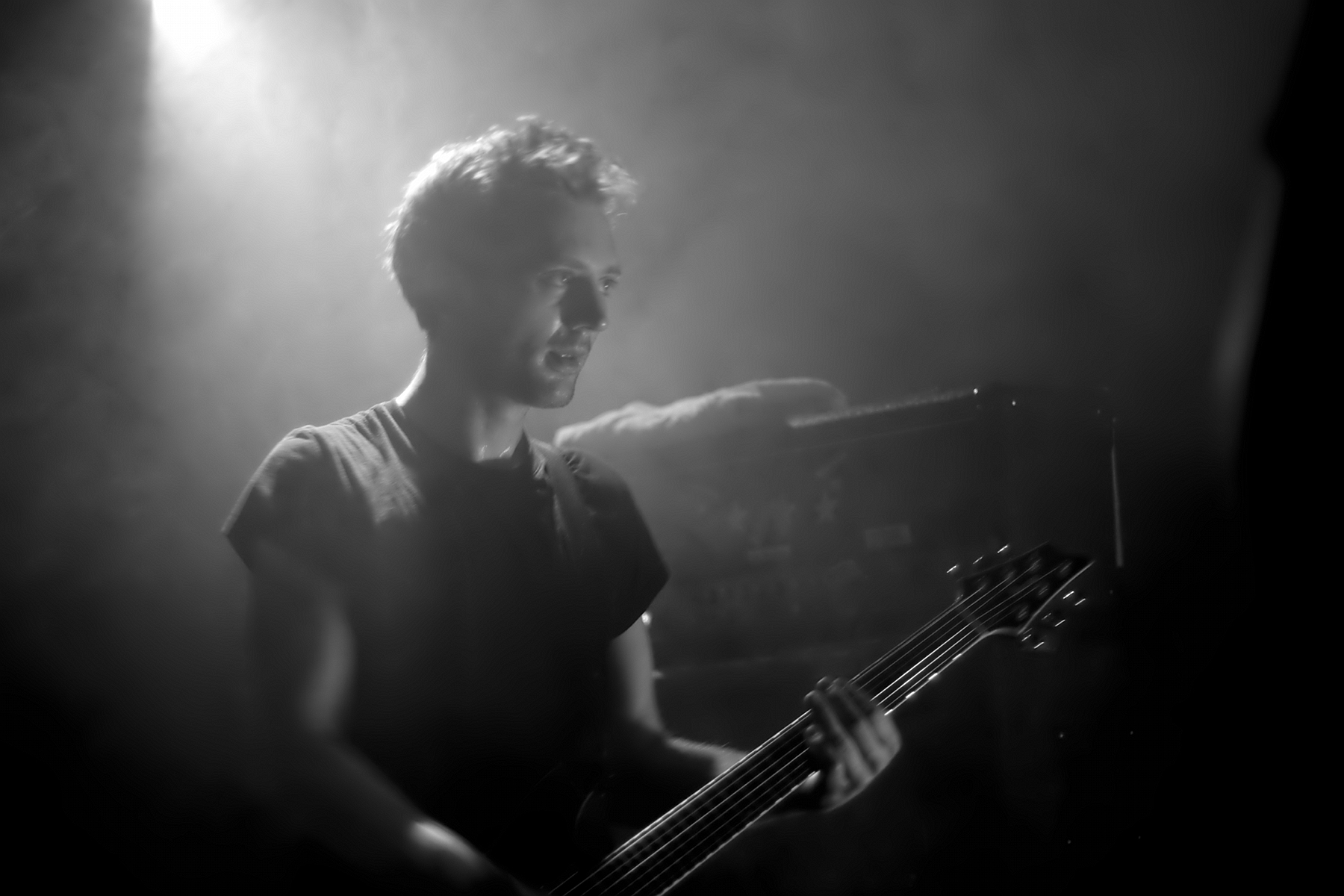
Paul Wolinski
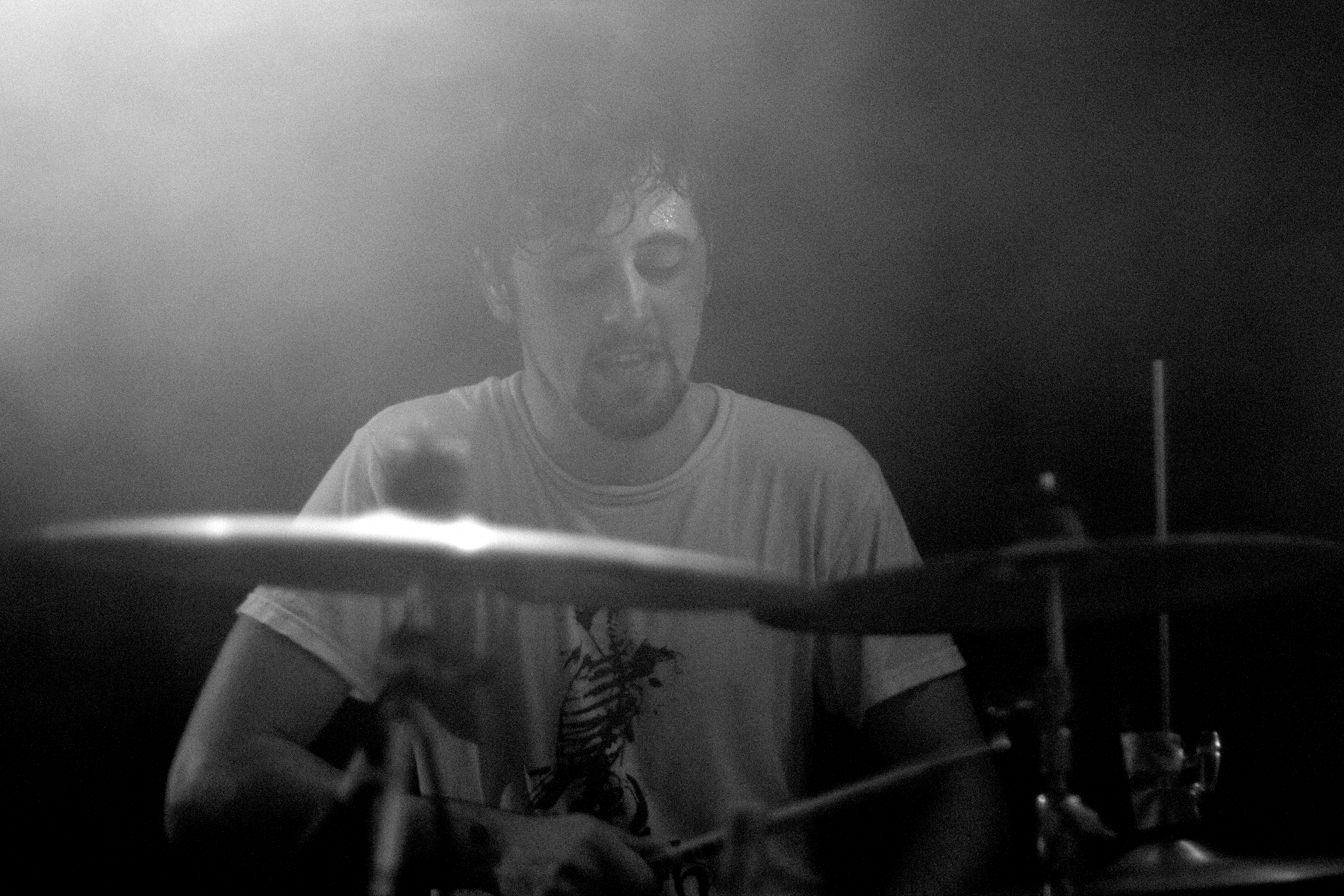
Rob Jones

## Diskografi
Album
- The Fall of Math (September 2004)
- One Time for All Time (Oktober 2005)
- The Destruction of Small Ideas (April 2007)
- Wild Light (September 2013)
- replicr, 2019 (2019)

Singlar/EP
- Stumble.Stop.Repeat. (EP) (December 2003)
- "Retreat! Retreat!" (November 2004)
- Hole (EP) (Mars 2005)
- "Radio Protector" (Februari 2006)
- "Don't Go Down to Sorrow" (Mars/April 2007)
- The Distant and Mechanised Glow of Eastern European Dance Parties (April 2008)

Övrigt
- Unreleased/Unreleasable Volume 1: 65’s.late.nite.double-a-side.college.cut-up.trailers.for.the.looped.future. (Maj 2003)
- Unreleased/Unreleasable Volume 2: How I Fucked Off All My Friends (Mars 2005)
- Unreleased/Unreleasable Volume 3: The Kids Have Eyes DVD (Oktober 2005)
- B-sides and Rarities Volume 1: And Then We Take Japan CD och DVD, endast utgiven i Japan (November 2006)